# ミーカガン
ミーカガンとは、水中メガネの一種。19世紀末の沖縄で玉城保太郎（たまぐすく やすたろう）によって発明された、潜水漁を行う漁師に使われていた両眼式のゴーグルのこと。糸満の漁業に影響を与え、漁法の進歩にもつながった発明品であり、モンパノキの沖縄地方での呼び名にも影響を与えた。

## 概要
ミーカガンは、潜水をしながら獲物を捕る漁法を行った漁師達に使用された両眼式水中眼鏡である。ただし、ミーカガンという語は「眼鏡」を訓読した「めかがみ」に由来する方言であるため、普通のメガネのことを指す場合もある。
1884年の夏に、糸満（現・糸満市の中心市街地であり、旧・糸満町に当る地域。古くから漁業が盛んな集落であった）に住んでいた、玉城保太郎によってミーカガンは開発された。なおミーカガンの開発には約4年の歳月がかかったとされる。彼は特に漁具の改良を行ったことによって、沖縄の水産業に影響を与えた。海で潜水を主体とする漁法を行っていると、水中メガネがない場合、眼がただれたり、年齢を重ねると目がかすんだりしたため、ミーカガンが開発されるまでは獲物を捕るのにも手探りといった状態だった。しかしこのミーカガンが登場したことで、貝類の採集などの潜水を主体とする漁法が発達するなど、糸満の漁業にとっては大きな影響を与えた発明であった。
ミーカガンの材料として玉城保太郎は、イーフ島（旧・兼城村潮平にあった伊保島。現在は埋め立てのため存在しない）に生えていたモンパノキを使用したと言われている。モンパノキとは、ムラサキ科の低木であり、この木のことを沖縄の方言でハマスーキ（浜潮木）と呼ぶ他に、ガンチョーギー（眼鏡木）とも呼ぶ。先にも述べたようにミーカガン（眼鏡／めかがみ）とは水中メガネを指す方言であるが、実は普通のメガネのことも指す。普通のメガネ（眼鏡／がんきょう）のことは主にガンチョーと呼ぶが、この二つの言葉の間に明確な区別はない。ミーカガンというメガネのフレーム部分をモンパノキの幹で作ったために、沖縄地方においてモンパノキにはガンチョーギー（眼鏡木）という別称が付けられた。